# 2017-es Eurovíziós Kórusverseny
A 2017-es Eurovíziós Kórusverseny volt az első Eurovíziós Kórusverseny, amit Lettország fővárosában, Rigában rendeztek meg. A versenyre 2017. július 22-én került sor.
9 ország erősítette meg a részvételét az első kórusfesztiválra, beleértve Magyarországot is. A magyar versenyző a Bartók Béla Férfikar volt.

## A helyszín és a verseny
Az Európai Műsorsugárzók Uniója már 2016 végén bejelentette, hogy egy új, évenként megrendezendő versenyt indítanak el kórusok számára a következő évben, az elgondolás azonban csak 2017. február 28-án vált hivatalossá.
A rendezvény az  Eurovíziós Kórusverseny (angolul: Eurovision Choir of the Year) nevet kapta. Amatőr kórusok részvétele engedélyezett, melyekből legalább hét, legfeljebb pedig tizenkettő indulhat egy évben. Minden kórus kíséret nélkül előad egy maximum hat perces produkciót, melyben bármennyi kórusmű szerepelhet, és mely valamilyen módon az országot is jellemzi. A produkciókat a háromtagú, szakmai zsűri véleményezi, majd kiválasztja az adott év győztesét.
A kórusverseny az Európai Kórusjátékok (angolul: European Choir Games) rendezvénnyel való kooperáció során került megrendezésre Lettország fővárosában, Rigában. A pontos helyszín a 14 500 fő befogadására képes Arena Riga volt.
| Lettország Riga |

A verseny két házigazdája Eva Johansone, műsorvezető és Eric Whitacre, Grammy-díjas dalszerző–karmester volt.

## A résztvevők
Az első verseny mezőnyét eredetileg hét ország kórusai alkották volna: Ausztria, Belgium, Dánia, Észtország, a házigazda Lettország, Németország és Szlovénia versenyzői, azonban 2017. március 20-án vált hivatalossá, hogy nyolcadikként Magyarország, valamint április 3-án hogy Wales is küld kórust a lett fővárosba. Walesnek ez volt az első eurovíziós versenye, melyen önállóan vett részt. A többi eurovíziós rendezvényen az Egyesült Királyság részeként indulhat a terület.

## A versenyt megelőző időszak

### Nemzeti válogatók
A versenyre nevező 9 ország közül 7 belső kiválasztással, 2 pedig nemzeti döntő keretein belül választotta ki képviselőjét.
| A részt vevő országok nemzeti válogatóinak listája | A részt vevő országok nemzeti válogatóinak listája | A részt vevő országok nemzeti válogatóinak listája | A részt vevő országok nemzeti válogatóinak listája | A részt vevő országok nemzeti válogatóinak listája | A részt vevő országok nemzeti válogatóinak listája |
| Ország                                             | Választás módszere                                 | Válogató / Bemutató műsor                          | Közvetítő csatorna                                 | Kiválasztás / Bemutatás dátuma                     | Kiválasztás / Bemutatás dátuma                     |
| Ország                                             | Választás módszere                                 | Válogató / Bemutató műsor                          | Közvetítő csatorna                                 | Kórus                                              | Kórusmű                                            |
| -------------------------------------------------- | -------------------------------------------------- | -------------------------------------------------- | -------------------------------------------------- | -------------------------------------------------- | -------------------------------------------------- |
| Ausztria                                           | belső kiválasztás                                  | Nem rendeztek válogatóműsort                       | Nem rendeztek válogatóműsort                       | 2017. február 28.                                  | 2017. július 10.                                   |
| Belgium                                            | belső kiválasztás                                  | Nem rendeztek válogatóműsort                       | Nem rendeztek válogatóműsort                       | 2017. február 28.                                  | 2017. július 20.                                   |
| Dánia                                              | belső kiválasztás                                  | Nem rendeztek válogatóműsort                       | Nem rendeztek válogatóműsort                       | 2017. február 28.                                  | 2017. július 5.                                    |
| Észtország                                         | belső kiválasztás                                  | Nem rendeztek válogatóműsort                       | Nem rendeztek válogatóműsort                       | 2017. február 28.                                  | 2017. július 21.                                   |
| Lettország                                         | kórus: nemzeti döntő kórusmű: belső kiválasztás    | Latvija Dzied! 2017                                | LTV1                                               | 2017. április 29.                                  | 2017. július 20.                                   |
| Magyarország                                       | belső kiválasztás                                  | Nem rendeztek válogatóműsort                       | Nem rendeztek válogatóműsort                       | 2017. március 20.                                  | 2017. június 28.                                   |
| Németország                                        | belső kiválasztás                                  | Nem rendeztek válogatóműsort                       | Nem rendeztek válogatóműsort                       | 2017. február 28.                                  | 2017. július 20.                                   |
| Szlovénia                                          | belső kiválasztás                                  | Nem rendeztek válogatóműsort                       | Nem rendeztek válogatóműsort                       | 2017. február 28.                                  | 2017. június 21. 2017. július 17.                  |
| Wales                                              | kórus: nemzeti döntő kórusmű: belső kiválasztás    | Côr Cymru – Choir of Wales 2017                    | S4C                                                | 2017. április 9.                                   | 2017. július 21.                                   |

## A verseny
Az adást élőben, HD minőségben közvetítette Magyarországon az M5.
Érdekesség, hogy Belgium egyik kórusművének szerzője, Pierre Rapsat az 1976-os Eurovíziós Dalfesztiválon a nyolcadik helyet érte el.
A rajtsorrendet, melyet a verseny producerei állítottak fel, 2017. július 21-én jelentették be.
Az adás egy, a rendező várost, Rigát bemutató kisfilmmel kezdődött. Ezt követően a nyitányban a több, mint 600 tagú Festival Stage Choir megnevezésű kórus adta elő a Fly to Paradise (magyarul: Repülj a Paradicsomba) című művet, mely az est egyik házigazdája, Eric Whitacre szerzeménye. A produkcióban szólistaként szerepelt Jolanta Strikaite szoprán és a női műsorvezető, Eva Johansone is, a kilenc versenyben levő kórussal együtt.
A produkciók előtti képeslapok az egyes országokban készült 40 másodperces kisfilmek voltak, és a kórusok mindennapjait mutatták be.
A belga kórus fellépése utáni szünetben egy, a Világ Kórus Játékokról, a világ legnagyobb nemzetközi kórusversenyéről, az összes produkció után pedig egy, a rendezvény előkészületeiről szóló kisfilm került adásba. Ezt követően Eric Whitacre vezényletével az összes résztvevő és a közönség előadta a My Song (magyarul: A dalom) című Ēriks Ešenvalds-művet, végül a versenyzők produkcióiról mutattak egy összefoglalót.
A zsűri minden produkció után rövid véleményt mondott, majd az összes résztvevő fellépését követő percekben kiválasztották a győztest, melyet Elīna Garanča jelentett be. A második és harmadik helyezettet röviddel az adás után hozták nyilvánosságra.
Az első Eurovíziós Kórusversenyt a szlovén Carmen Manet nyerte. A második helyet a walesi Côr Merched Sir Gâr, míg a harmadik helyet a házigazda lett Spīgo szerezte meg.
A győztesnek járó trófeát a karnagy, Primož Kerštanj vette át, a kórus pedig egy különdíjban is részesült, melyet Riga városa ajánlott fel.

## Zsűri
- John Rutter – angol zeneszerző, karmester, zeneműkiadó.
- Elīna Garanča – lett operaénekesnő, mezzoszoprán.
- Nicolas Fink – svájci kórusvezető, bariton.

## Döntő
| #  | Ország       | Nyelv             | Kórus                     | Darab (Szerző) | Karnagy             | Helyezés |
| -- | ------------ | ----------------- | ------------------------- | --- | ------------------- | -------- |
| 01 | Észtország   | észt              | Észt Televízió Lánykórusa | Absolute Tormis (Veljo Tormis, Viivi Luik, Aarne Saluveer)                                                                    | Aarne Saluveer      | —        |
| 02 | Dánia        | dán mesterséges   | Akademisk Kor Århus       | I seraillets have (Wilhelm Stenhammar, Jens Peter Jacobsen) Wiigen-lied (Per Nørgård, Adolph Wölfli)                          | Ole Faurschou       | —        |
| 03 | Belgium      | francia           | Les Pastoureaux           | Dans la troupe (Raphaël Passaquet) Ensemble (Pierre Rapsat, Philippe Favette)                                                 | Philippe Favette    | —        |
| 04 | Németország  | mesterséges       | Jazzchor Freiburg         | African Call (Klaus Frech, Bertrand Gröger) Palettes (Roger Treece)                                                           | Bertrand Gröger     | —        |
| 05 | Szlovénia    | szlovén réziai    | Carmen Manet              | Adrca (népdal, Katarine Pustinek Rakar) Aj, zelena je vsa gora (Samo Vovk, Katarine Pustinek Rakar) Ta na Solbici (Samo Vovk) | Primož Kerštanj     | 1.       |
| 06 | Magyarország | magyar            | Bartók Béla Férfikar      | Karádi nóták (népdal, Kodály Zoltán)                                                                                          | Lakner Tamás        | —        |
| 07 | Wales        | cseh walesi angol | Côr Merched Sir Gâr       | Oh, hora, oh (Otmar Mácha) Welsh Lullaby (népdal, Islwyn Evans) Wade in the Water (Norman Luboff)                             | Islwyn Evans        | 2.       |
| 08 | Ausztria     | latin bajor angol | Hard-Chor                 | Ave Maria (Anton Bruckner) I tua wos i wü (népdal) Eat Your Vegetables, No. 3 Rah! (John Muehleisen, Joanne Gunnerson)        | Alexander Koller    | —        |
| 09 | Lettország   | lett              | Spīgo                     | Grezna saule debesīs (Raimonds Pauls, Inese Zandere) Es čigāna meita biju (népdal, Līga Celma-Kursiete)                       | Līga Celma-Kursiete | 3.       |

## Közvetítő csatornák
A résztvevőkön kívül Albánia, Ausztrália és Norvégia felvételről, Franciaország interneten, Szerbia élőben, Ukrajna pedig interneten és rádión is közvetítette a versenyt.
| Ország                | Kommentátor                         | Közvetítő csatorna |
| --------------------- | ----------------------------------- | --- |
| Albánia               | Andri Xhahu                         | RTSH 1 HD (felvételről, 1 óra 40 perc késéssel)                                                                               |
| Ausztrália            | Kommentár nélkül                    | SBS (felvételről, szeptember 16-án)                                                                                           |
| Ausztria              | Teresa Vogl és Alexander Žigo       | ORF 2 (felvételről, 2 óra 50 perc késéssel)                                                                                   |
| Belgium               | Camille De Rijck                    | La Trois, Musiq'3 |
| Dánia                 | Ole Tøpholm és Phillip Faber        | DR K |
| Észtország            | Eero Raun                           | ETV2 (felvételről, július 27-én)                                                                                              |
| Franciaország         | N/A                                 | ARTE Concert (interneten) |
| Lettország            | Edgars Raginskis                    | LTV1 |
| Magyarország          | Bolla Milán                         | M5 |
| Németország           | N/A                                 | WDR Fernsehen (felvételről, július 30-án) SWR Fernsehen, SR Fernsehen (felvételről, augusztus 6-án) ARTE Concert (interneten) |
| Nemzetközi közvetítés | Kommentár nélkül                    | YouTube |
| Norvégia              | Arild Erikstad                      | NRK2 (felvételről, 2018. április 1-jén)                                                                                       |
| Szerbia               | Silvana Grujić                      | RTS2 |
| Szlovénia             | Igor Velše                          | TV Slovenija 1 |
| Ukrajna               | N/A                                 | UR3 (felvételről, csak a fontosabb részek; élőben, interneten)                                                                |
| Wales                 | Elin Manahan Thomas és Morgan Jones | S4C |

## Térkép

Részt vevő országok

## Lásd még
- 2017-es Eurovíziós Dalfesztivál
- 2017-es Junior Eurovíziós Dalfesztivál
- 2017-es Fiatal Táncosok Eurovíziója